# بلدية سولكراستي
بلدية سولكراستي هي بلدية في لاتفيا، بلغ عدد سكانها 5٬594  نسمة، في 2017، عاصمتها ساولكراستي.

## الموقع
تشترك في الحدود مع:
- بلدية ليمباجي
- بلدية آداجي
- بلدية سييا
- بلدية كارنيكافا.

## التقسيمات الإدارية
- ساولكراستي
- Saulkrasti Parish [الإنجليزية]‏.